# Choanoflagellat
Choanoflagellater, koanoflagellater eller kraveflagellater er en gruppe encellede eukaryoter, der lever både som fritlevende enkeltceller eller i kolonier overalt i ferskvand, brakvand og saltvand. Choanoflagellaterne anses for at være de nærmeste nulevende encellede slægtninge til dyrene.
Choanoflagellaterne har en enkelt flagel, der har en tragt-formet krave af 30-40 mikrovilli.  De har en karakteristisk cellemorfologi kendetegnet ved en ægformet eller kugleformet celle på mindre end 0,01 mm. Bevægelsen af flagellen og fimrehårene medfører fremdriften, og samtidig koncentrerer vandstrømningerne bakterier og andre småting, som bliver indtaget som føde. Genomet indeholder 9.200 gener.

## Naturens husholdning
I kraft af choanoflagellaternes globale udbredelse har de stor betydning i naturens husholdning, og de indgår i den marine fødekæde som en stor faktor i det globale kulstofkredsløb.

## Evolutionært
Choanoflagellaterne er overordentlig interessante fra et evolutionssynspunkt. Hos Parazoa (Havsvampe(dyre-riget)) er der celler, som ser ud præcis som choanoflagellater. Desuden tyder en række molekylærbiologiske DNA-studier på at choanoflagellaterne og dyrene for mellem 600 millioner og 1 milliard år siden udviklede sig fra en fælles stamform. Choanoflagellaterne er dyrenes nærmeste slægtninge. De har gener, der kan genfindes i dyrene.  
- koder for proteiner, som indgår i signaltransduktionen, dvs. formidler kontakten mellem celler: integriner og tyrosinkinase
- koder for proteiner, som klistrer celler sammen: cadheriner
- koder for proteiner, som indgår i den ekstracellulære matrix: collagen
- koder for de fem immunoglobuliner: IgG, IgA, IgM, IgE, IgD

Betydningen for choanoflagellaterne af disse gener  og andre ligheder i genomet står hen i det uvisse.
Derudover er de også ret tæt beslægtet med svampe (Fungi, Mycota).
Begge grupper hører til i Opisthokonta, som er karakteriseret ved at de encellede er flagellater med en flagel i enden. .

## Arter af choanoflagellater
Der er mere end 125 arter af choanoflagellater.
- Monosiga brevicollis
- Proterospongia